# Музыка (издательство)
Издательство «Музыка» (официально — Акционерное общество «Издательство „Музыка“») — крупнейшее российское специализированное издательство в области музыкального искусства. Основано в 1918 году. Основные направления деятельности — издание произведений мировой классики, современных российских композиторов, научной и учебной литературы о музыке, учебников и хрестоматий для музыкальных школ, училищ, колледжей, консерваторий, словарей и энциклопедий, мемуаров, а также интерактивных электронных изданий, размещение нот и книг в электронном виде в Электронной библиотечной системе E-MUSICA.
Ассортиментный отдел издательства «Музыка» находится по адресу: г. Москва, ул. Б. Садовая, д. 2/46 (вход со стороны М. Бронной).

## История издательства
Основано в 1918 г. в Москве в результате национализации крупнейшей российской нотоиздательской фирмы П. И. Юргенсона (1861). С 1921 г. Музыкальный сектор Госиздата РСФСР, с 1930 г. самостоятельное Государственное музыкальное издательство (Музгиз; вместе с отделением в Ленинграде вошло в систему ОГИЗ — Объединения государственных издательств). С 1954 г. в системе Главиздата при Министерстве культуры СССР. В 1964 г. объединилось с издательством «Советский композитор» (ныне «Композитор» (Москва) и «Композитор Санкт-Петербург»), образовав издательство «Музыка» (с двойным подчинением — Комитету по печати при Совете Министров СССР и Союзу композиторов СССР). С 1967 г. вновь стало самостоятельным. До 1992 г. работало в системе Государственного комитета СССР по печати, ныне «Издательство „Музыка“». До 2003 г. имело филиал в Санкт-Петербурге. В ведении издательства «Музыка» находилась Специальная библиотека (Нотница) — одно из крупнейших в СССР нотохранилищ (в 2007 передана в библиотеку Московской консерватории).
В советское время — крупнейшее музыкальное издательство страны, выпускало ноты (в том числе объёмные оперные клавиры и сложные партитуры), музыковедческую литературу, учебники.
В годы «перестройки», издательство потеряло мощную финансовую поддержку от государства, сложная экономическая ситуация и другие факторы поставили его на грань выживания. Понадобились огромные усилия нового руководителя генерального директора издательства «Музыка» М. А. Зильберквита и профессионального коллектива сотрудников, которые отдали работе в «Музыке» многие десятилетия, чтобы исправить ситуацию и вернуть лидерство компании в области издания классической музыки и учебной литературы. Несмотря на снижение объемов «Музыка» не утратила своего статуса как ведущего музыкального издательства страны и сегодня.
Среди крупнейших проектов последних лет — «Тематико-библиографический указатель сочинений П. И. Чайковского» (2003), Собрание сочинений А. Н. Скрябина (в 12 томах, 2011—2021), Полное собрание фортепианных сочинений С. В. Рахманинова (в 13 томах, 2023—2024).
Издательство в разное время возглавляли крупные отечественные музыканты: П. А. Ламм, И. Ф. Бэлза, К. А. Фортунатов; здесь работали Н. С. Жиляев, Ю. М. Оленев, С. Э. Павчинский, В. А. Киселёв, К. А. Титаренко, Е. М. Гордеева, А. П. Зорина, В. А. Ерохин, И. П. Савинцев. С 1988 г. главный редактор В. В. Рубцова. С 2003 г. директор М. А. Зильберквит.
В 2004 году по инициативе М. А. Зильберквита, которую поддержал правнук основателя дореволюционного издательства «П. Юргенсон» — Б. П. Юргенсон, в России снова появилось музыкальное издательство с этим великим брендом, впоследствии объединённое с издательствами «Музыка» и «Гамма-Пресс» в единый издательский дом («Музыка — П. Юргенсон — ГАММА-ПРЕСС»).
9 июня 2016 года приказом Министерства образования и науки Российской Федерации «Музыка» включена в Федеральный перечень издательств, имеющих право издавать учебную литературу для общеобразовательных школ.